# Paragrup
Paragrup (en anglès: paragroup) és un terme usat en genètica de poblacions per a descriure llinatges dins un haplogrup que no està definit per cap marcador únic addicional. En els haplogrups del cromosoma Y humà els paragrups es representen típicament per un asterisc (* ) posat després del principal haplogrup. El terme "paragrup" és una contracció en anglès dels termes parafilètic i haplogrup
Si es descobreix un marcador únic dins d'un paragrup, es dona un nom específic al llinatge i es treu fora del paragrup per formar un subclade independent.